# 三浦敬三

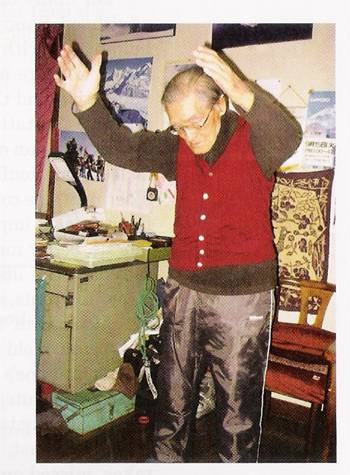
日常の訓練を見せる三浦敬三

三浦 敬三（みうら けいぞう、1904年（明治37年）2月15日 - 2006年（平成18年）1月5日）は、日本のプロスキーヤー。

## 来歴・人物
青森県青森市生まれ。青森県立第三中学校（現 青森県立青森高等学校）、北海道帝国大学（北海道大学）農学部卒業。
北大在学中に八甲田山での山スキーに魅せられ、卒業後、青森営林局に勤務。八甲田のフィルム記録にスキー滑降で参加した。青森林友スキー部に所属し、選手、監督、部長を経験した。全日本スキー連盟の技術委員を務めたこともある。
1955年（昭和30年）、51歳で青森営林局を退職し、東京都練馬区に移住。この頃から海外の山々で多くのスキー滑降を行った。また、山岳カメラマンとしても、数々の実績を残し、イタリア山岳写真ビエンナーレ展において、ピトリオ・セラ賞とバダカップ賞を受賞する。また、イタリアのソレントにある山岳博物館には、作品が展示されている。
還暦を過ぎてから海外での滑降を始め、70歳の時にヒマラヤ、77歳でキリマンジャロを滑降する。88歳の時には、アルプス・オートルートの完全縦走を果たす。2004年2月には99歳でモンブラン山系のヴァレブランシュ氷河からのスキー滑降を成し遂げ、同年9月にはスポーツ振興への貢献により内閣総理大臣表彰を受けた。100歳では、アメリカのスノーバードで、親子孫曾孫の4世代での滑降を行い、話題を呼ぶ。
その後半生は青森を離れ東京で生活したが、故郷の八甲田山をこよなく愛し、八甲田山の山スキーシーズンであるゴールデンウィーク期間には必ず酸ヶ湯温泉に訪れ、山スキーを楽しんでいた。また、酸ヶ湯における「混浴を守る会」の男性側代表を2005年から務めていた。
2006年1月5日、多臓器不全のため101歳で死去した。
息子三浦雄一郎、孫三浦豪太（元オリンピックモーグル代表選手）もまたスキーヤー・登山家であり、エベレストの登頂に成功している。

## 著書
- 「98歳、元気の秘密」 祥伝社 2002年
- 「百歳、山スキーと山岳写真に生きる」 草思社 2003年
- 「100歳「元気生活」のススメ」 祥伝社 2004年　日野原重明と共著
- 「101歳の少年」 実業之日本社 2005年